# 2020-as W Series szezon

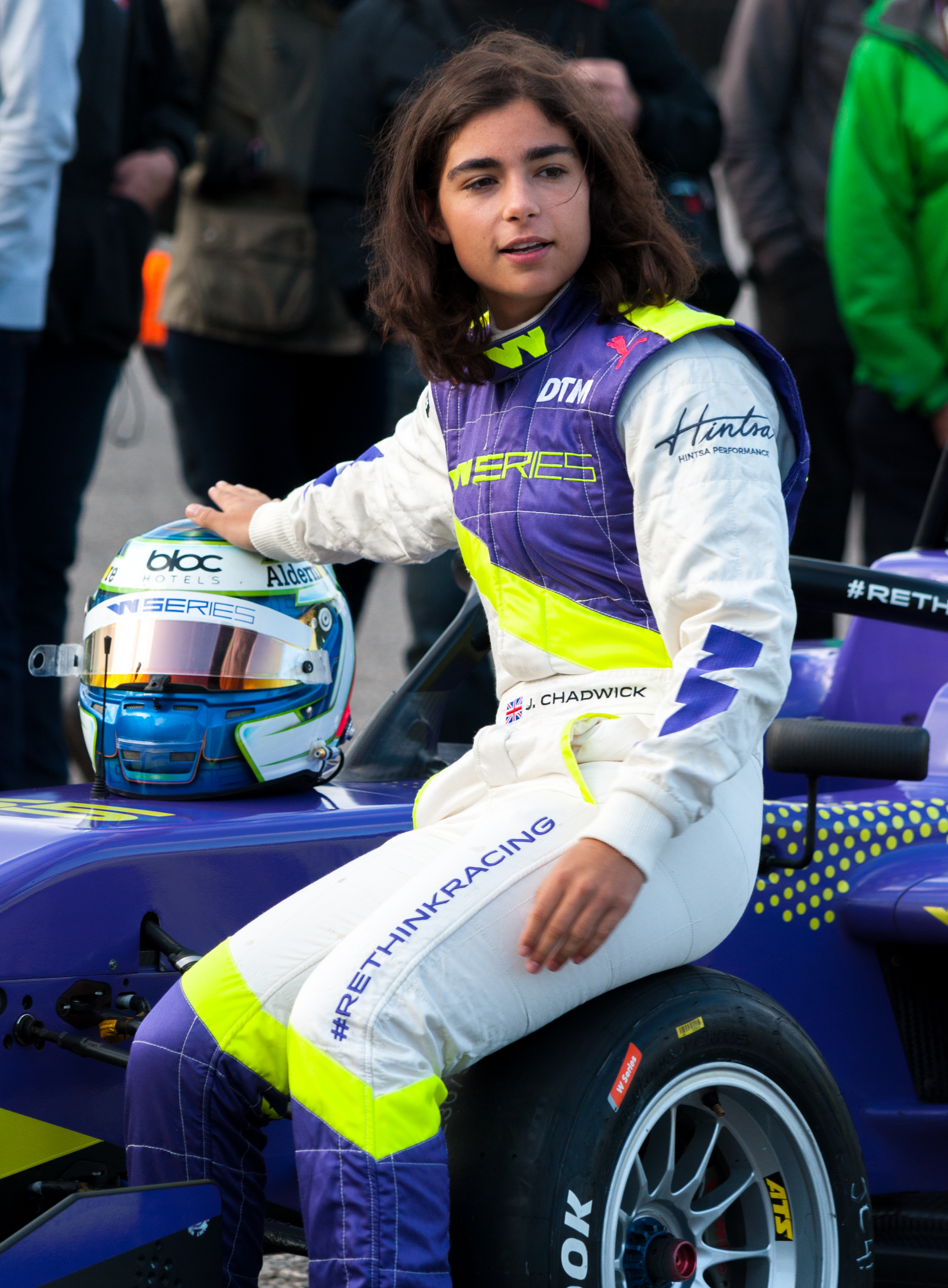
Jamie Chadwick a címvédő bajnok.

A 2020-as W Series szezon a második idénye lett volna a kizárólag nőknek induló formulaautós versenysorozatnak, ahol egyenlő szintű Tatuus T-318 Formula–3-as modellekkel versenyeztek, amelyben egy Alfa Romeo gyártmányú 1,8-literes turbómotor dolgozik. A címvédő a brit Jamie Chadwick. A koronavírus-járvány kitörése miatt először a szezon előtti tesztek maradtak el, majd június 4-én hivatalossá vált, hogy nem rendezik meg a bajnokságot.

## Versenyzők
A 2019-es évad 12 legjobb helyezést elért pilótája automatikusan részvételi jogot kapott 2020-ra. A további 8 helyre 40 versenyző jelentkezett a szezonban való indulásra, azonban csak 14 hölgy vett részt az első teszten, amely 2019. szeptember 16–18. között zajlott a spanyolországi Circuito de Almería pályán. A sorozat hivatalos tesztpilótáinak kiléte ismeretlen.

### Nem meghívott versenyzők
A következő 8 versenyző részt vett a 2019-es idényben, azonban nem kapott automatikusan meghívást 2020-ra:
| - Esmee Hawkey - Shea Holbrook | - Gosia Rdest - Megan Gilkes | - Naomi Schiff - Caitlin Wood | - Keszthelyi Vivien - Sarah Bovy |

### A selejtező után kiesett versenyzők
Az alábbi 8 pilóta nem tudta magát kvalifikálni az idei évre:
| - Michelle Gatting - Chelsea Herbert | - Courtney Crone - Hannah Grisham | - Anna Inotsume - Gabriela Jílková | - Katherine Legge - Abbie Munro |

### Nevezési lista
| Rajtszám     | Versenyző         | Forduló |
| ------------ | ----------------- | ------- |
|              | Jamie Chadwick    |         |
|              | Beitske Visser    |         |
|              | Alice Powell      |         |
|              | Marta García      |         |
|              | Emma Kimiläinen   |         |
|              | Fabienne Wohlwend |         |
|              | Kojama Miki       |         |
|              | Sarah Moore       |         |
|              | Vicky Piria       |         |
|              | Tasmin Pepper     |         |
|              | Jessica Hawkins   |         |
|              | Sabré Cook        |         |
|              | Ayla Ågren        |         |
|              | Abbie Eaton       |         |
|              | Belen García      |         |
|              | Nerea Martí       |         |
|              | Irina Sidorkova   |         |
|              | Bruna Tomaselli   |         |
| Tesztpilóták |                   |         |
|              | Ismeretlen        |         |
| Forrás:      |                   |         |

## Szabályváltozások
- 2019-ben bejelentették, hogy ettől a szezontól a Nemzetközi Automobil Szövetség szuperlicenc pontokat oszt a szezonban és a versenyeken való részvételért.[4]

## Versenynaptár
| Forduló | Helyszín                     | Pályarajz    | Dátum         |
| ------- | ---------------------------- | ------------ | ------------- |
| 1       | Igora Drive                  |              | Május 30.     |
| 2       | Anderstorp Raceway           | Anderstorp   | Június 13.    |
| 3       | Autodromo Nazionale di Monza | Monza        | Június 27.    |
| 4       | Norisring                    | Norisring    | Július 21.    |
| 5       | Brands Hatch                 | Brands Hatch | Augusztus 23. |
| 6       | TT Circuit Assen             | Assen        | Szeptember 5. |
| 7       | Circuit of the Americas      | Austin       | Október 24.   |
| 8       | Autódromo Hermanos Rodríguez | Mexikóváros  | Október 31.   |
| Forrás: |                              |              |               |

### Változások
- Zolder, Hockenheim és Misano kikerült a naptárból, helyükre az Igora Drive, Anderstrop és Monza érkezett.[6]
- 2020 januárjában a s szervezők hivatalosan bejelentették, hogy a sorozat két Formula–1-es nagydíjhétvégén: Austinban és Mexikóvárosban betétfutamként fog szerepelni.[7]

## Fordítás
- Ez a szócikk részben vagy egészben  a(z)   2020 W Series című angol Wikipédia-szócikk fordításán alapul.  Az eredeti cikk szerkesztőit annak laptörténete sorolja fel. Ez a jelzés csupán a megfogalmazás eredetét és a szerzői jogokat jelzi, nem szolgál a cikkben szereplő információk forrásmegjelöléseként.